# Cirrhicera cristipennis
Cirrhicera cristipennis là một loài bọ cánh cứng trong họ Cerambycidae.